# Eni Fagu
Eni Fagu (ur. 11 stycznia 1995) – albańska siatkarka, grająca na pozycji libero, reprezentantka kraju. 
W sezonie 2016/2017 była zawodniczką Barleti Volley, z którą wywalczyła złoty medal mistrzostw Albanii. Od sezonu 2017/2018 reprezentuje Partizani Tirana.  
Powoływana do reprezentacji Albanii. Uczestniczyła m.in. w kwalifikacjach do mistrzostw Europy 2019. 

## Sukcesy klubowe
Mistrzostwa Albanii:
- 2017[5], 2018[6], 2019[7], 2021[8], 2023[9]

Puchar Albanii:
- 2018[10], 2019[11], 2021[12],